# Star Legend
Le Star Legend est un yacht de luxe exploité par Windstar Cruises.
Ce bateau a été construit en 1992 en Allemagne, aux chantiers Schichau-Seebeckwerft, initialement prévu et commandé pour Seabourn Cruise Line, filiale de Carnival Corporation & PLC, il a été retardé en raison des contraintes financières des investisseurs et a finalement été acheté par Royal Viking Line. Baptisé Royal Viking Queen, il a été le dernier navire à être construit pour Royal Viking Line et le plus petit. Il a été mis en service pour Kloster Cruise. 
En 1995, le nom du navire a été changé pour Queen Odyssey après qu’il a été affecté à Royal Cruise Line, une autre filiale de Kloster Cruise. Il est resté en service pour Royal Cruise Line jusqu’en janvier 1996, date à laquelle il a été vendu à Seabourn et a rejoint ses navires jumeaux. Baptisé alors Seabourn Legend, ce navire troisième de sa classe, rejoint ses sisterships le Seabourn Spirit et le Seabourn Pride.
Il est acquis par Windstar Cruises en 2015 et baptisé Star Legend. Entre 2019 et 2021 au chantier Fincantieri de Palerme, le navire a été rallongé. Il a été coupé en deux et une nouvelle section de 84 pieds a été insérée au milieu, avec 50 nouvelles cabines, pouvant accueillir 100 passagers supplémentaires. Dans le même temps que cette jumboïsation, le navire a été rénové dans son ensemble. Les travaux se sont achevés en novembre 2020. Ses deux sister-ships Star Pride et Star Breeze ont connu la même modification.

## Historique
- Mai 1991.
- 11 février 1992, 1er essai en mer.
- 29 février 1992, livraison à Kloster Cruise.
- 1995, renommée Queen Odyssey.
- 12 janvier 1996, acquis par Seabourn Cruise Line, et renommé Seabourn Legend.
- 1997, apparition dans le film : Speed 2 : Cap sur le danger.
- 2002, enregistré à Nassau,  Bahamas.